# Mościska
Mościska (ukr. Мостиська, dawniej Mostyszcza, Mostycze) – miasto na Ukrainie, w obwodzie lwowskim, w rejonie jaworowskim, na Płaskowyżu Tarnogrodzkim.
Przed 17 lipca 2020 roku siedziba rejonu mościskiego, który został zlikwidowany na skutek decentralizacji.
Miasto królewskie lokowane w 1404 roku, należące do starostwa mościskiego, w 1627 roku leżało w ziemi przemyskiej województwa ruskiego.
Nazwa miasta pochodzi od mostów, które otaczają miasto z czterech stron.

## Historia

### Początki
W XI wieku tereny te prawdopodobnie należały do Lędzian. W Geografie Bawarskim Lędzianie występują pod nazwą Lendizi; posiadają 98 grodów.

### Grody Czerwieńskie
W najstarszej kronice kronikarza ruskiego Nestora z roku 981 jest pierwsza wzmianka o terenach, na których położone są Mościska: „poszedł Włodzimierz na Lachów i zajął im grody ich Przemyśl, Czerwień i inne grody mnogie, które i do dziś są pod Rusią”. Możliwe, że wcześniej tereny te należały do państwa Mieszka I. W czasie wyprawy wojennej w 1018 r. odbił te tereny Bolesław I Chrobry. Polska ponownie utraciła je w roku 1031. Z powrotem przyłączył je Bolesław II Szczodry w 1069 r., a znów je utracił Władysław I Herman, gdy zostały włączone do Rusi Kijowskiej. Kolejna wzmianka pochodzi z czasów, gdy ziemia ta należała do książąt ruskich. Latopis Hipack z roku 1150 podaje, że król węgierski Gejza II „przeszedł góry i wziął gród Sanok i posadnika jego i wiosek w Przemyskiem wiele zajął”. W 1340 r. w drodze spadku nabył te ziemie Kazimierz III Wielki, włączając do Królestwa Polskiego.

### Ruś halicka
W latopisie halicko-wołyńskim znajduje się pierwszy pisemny dokument z 1244 r., który wspomina, że na rzece Siczyci (stara nazwa Sicznej) w pobliżu Mostycz (stara nazwa Mościsk) doszło do bitwy między wojskami kniaziów Daniela Halickiego i Rościsława Michajłowicza.

### I Rzeczpospolita
Po sukcesji ziem na Rusi Halickiej, w tym Mościsk, przez Kazimierza Wielkiego w XIV w., były one aż do rozbiorów niezmiennie w granicach Rzeczypospolitej, do roku 1772 ziemia przemyska, województwo ruskie. W 1404 r. król Władysław II Jagiełło nadał prawa magdeburskie (miejskie).
W 1568 roku miasto uzyskało przywilej de non tolerandis Judaeis. Mościska wraz z okolicznymi wioskami do 80. lat XVI w. należały do starostwa przemyskiego, dopiero po reformie administracyjnej stały się siedzibą starostwa, do którego należało miasto z 11 wioskami. Pierwszym starostą mościskim został Jan Szczęsny Herburt. W 1787 r. rząd austriacki oddał starostwo mościskie Ignacemu hr. Cetnarowi jako częściowy ekwiwalent za zabrane Nadwórne.

Historyczny herb Mościsk

W XV i XVI wieku Mościska kilkakrotnie były niszczone przez najeźdźców: Wołochów w 1498 r., Turków i Tatarów w 1524 r. Najazdy spowodowały zubożenie miejscowej ludności. Aby ulżyć doli mieszkańców królowie zwalniali często mieszczan od podatków. Np. w XVI w. zostali oni zwolnieni z płacenia myta na terenie całego Królestwa Polskiego, co znacznie poprawiło sytuację materialną miasta.

### Okres zaborów
Po I rozbiorze Polski Mościska znalazły się pod zaborem austriackim. Od 1782 r. należały do cyrkułu przemyskiego.
W trakcie XVIII w. miasto rozwinęło się zwłaszcza jako ośrodek handlowy. Z końcem tego stulecia notował Ewaryst Andrzej, hr. Kuropatnicki w swym Opisaniu królestw Galicyi i Lodomeryi: „Mościska. Miasto osadne, sławne jarmarkami na płótna, lny, przędze, bogatym probostwem z ogrodem i kościołem farnym”. W tym czasie społeczność Mościsk liczyła 2240 mieszkańców, w tym 1300 łacinników, 240 grekokatolików i 700 żydów. Na początku XX w. liczba ludności wzrosła o połowę do 4590 osób: 2100 izraelitów, 2000 rzymskich katolików i 490 grekokatolików. Później liczba mieszkańców miasta nie rosła już tak szybko.

### II Rzeczpospolita
W okresie 1918–1939 Mościska były centrum powiatu mościskiego województwa lwowskiego. Bezpośrednio przed wybuchem II wojny światowej miasto liczyło ok. 5000 mieszkańców.

### II wojna światowa
Kiedy wojska sowieckie 17 września 1939 zajęły wschodnie tereny Polski rozpoczęły się czystki ludności polskiej, która była przymusowo wysiedlana na Syberię lub skazywana na pobyt w gułagu. 
Po wkroczeniu wojsk niemieckich w czerwcu 1941 w Mościskach doszło do pogromu, w czasie którego wielu Żydów pobito i ograbiono. Były także ofiary śmiertelne. Podczas okupacji hitlerowskiej, na początku 1942 roku Niemcy utworzyli getto dla żydowskich mieszkańców. Przebywało w nim około 3000 osób. 1 grudnia 1942 roku Niemcy ostatecznie zlikwidowali getto. Żydów wywieziono: do obozu pracy w Jaktorowie i obozu janowskiego (ok. 500 osób, ok. 7 maja 1942); obozu zagłady w Bełżcu (ok. 2000 osób, 12–13 października 1942); oraz do Jaworowa (grudzień 1942). Niemcy dokonali masowych egzekucji w Mościskach: ok. 29 czerwca 1941 (kilkaset osób); cmentarz żydowski (ok. 500 osób, 12–13 października 1942). Nieliczni ocaleni Żydzi wyemigrowali. 
W kwietniu 1944 nacjonaliści ukraińscy z OUN–UPA zamordowali tutaj 18 Polaków. W maju tegoż roku Niemcy wzięli jako zakładników 25 Polaków, którzy później zginęli w obozach koncentracyjnych.
Kapelanem obwodu AK w Mościskach był ks. Józef Bełch (1909–1993). 
24 lipca 1944 r. Armia Czerwona znów zajęła Mościska, ustanawiając władzę wojskowo-cywilną. Po zakończeniu wojny rozpoczęto przymusową kolektywizację, w ramach której w okolicy zabierano gospodarstwa (ziemię, stodoły, sprzęt rolniczy itp.) i na siłę zapisywano do kołchozów. Sprzeciw był karany m.in. przymusowymi robotami, a niekiedy zsyłką na Syberię.

### Powojenne wysiedlenia Polaków
Jesienią 1945 r. zaczęły się wysiedlenia ludności polskiej, które trwały do 1948 r. W ich ramach większość Polaków wysiedlono w nowe granice Polski. Podobny los spotkał też ojców i braci zakonnych z Klasztoru Redemptorystów w Mościskach. Wyjechali oni w dwóch turach w lipcu-sierpniu 1946 r., zabierając z sobą obraz Matki Bożej Nieustającej Pomocy, a także ornaty, figury, rzeźby i stacje drogi krzyżowej. Mimo nacisku ze strony władz sowieckich pozostało jednak pięciu ojców zakonnych i dwóch braci. 14 maja 1948 NKWD ich aresztowało, a o. K. Lendziona i o. M. Karasia wywieziono do łagrów w głąb Rosji. Kościół został zamknięty i zamieniony na magazyn, a w klasztorze urządzono szpital istniejący do dziś.

### Ukraińska SRR
W Mościskach wraz z okolicznymi wioskami: Zakościele, Rzadkowice, Sułkowszczyzna, Rudniki (oprócz Zawady) do 1939 r. przeważali zdecydowanie Polacy. Po przymusowych wysiedleniach społeczność polska Mościsk zmniejszyła się o połowę. W miejscowościach tych żyje mieszana społeczność polsko-ukraińska. Przez okres rządów komunistycznych Polacy trwali w jedności, nie ulegali dyktaturze sowieckiej i stali na straży własnej wiary.
Wszystkie kościoły w Mościskach i okolicznych wsiach zostały zamknięte, oprócz kościoła pw. św. Mikołaja w Pnikucie, gdzie wierni nie pozwolili na zamknięcie świątyni. Mimo braku księdza, ludzie sami zbierali się w niedzielę i święta na wspólną modlitwę.
Wierni z okolicy zjeżdżali się do jedynego działającego kościoła w Mościskach, pw. św. Jana Chrzciciela. Mimo nacisków ze strony miejscowych władz był on przez cały czas otwarty. Aby kościół mógł normalnie funkcjonować, trzeba było opłacać podatki w wysokości 6 tys. rubli rocznie. Nieopłacenie w terminie mogło zakończyć się zamknięciem świątyni. Jednak postawa społeczności polskiej mościskiego dekanatu wspierała kościół parafialny i nie pozwoliła na zamknięcie świątyni. Dzięki ich wspólnej inicjatywie powstała tzw. „dwudziestka”, do której wchodzili parafianie z całego dekanatu. To nieformalne ciało zajmowało się sprawami organizacyjnymi kościoła.

### Niepodległa Ukraina
Po uzyskaniu niepodległości Ukrainy w 1991 r. sytuacja Polaków nieco się zmieniła. W 1989 r. powstało Towarzystwo Kultury Polskiej Ziemi Lwowskiej, oddział w Mościskach. Pierwszym prezesem została Wanda Pietraga. Później powstały także mniejsze oddziały w wioskach Strzelczyska, Lipniki, Pnikut, Lacka Wola. Przy Towarzystwie zaczął działalność chór „Mościskie Słowiki”.
Z inicjatywy Towarzystwa w 1989 r. przy ukraińskiej szkole średniej powstały klasy z polskim językiem nauczania. Zaczęły odbywać się pierwsze lekcje religii w kościele parafialnym, powstały grupy młodzieżowe: schola i drużyna harcerska.
W mościskim dekanacie otwarto kościoły, które przez kilkadziesiąt lat pełniły funkcję magazynów, klubów, składów chemikaliów itp. Zaczęła się na nowo odradzać wolność, która była ograniczona lub w ogóle zakazana w Związku Sowieckim. W 1991 r. odzyskano kościół św. Katarzyny w Mościskach, a 21 grudnia nastąpiło otwarcie świątyni z udziałem biskupa Marcjana Trofimiaka. W tym czasie przybył też pierwszy redemptorysta o. Władysław Ziober, który w 1996 r. przywiózł z Tuchowa (k. Tarnowa) do Mościsk ikonę Matki Bożej Nieustającej Pomocy. 28 września obraz został uroczyście wprowadzony do kościoła przy udziale, abpa seniora Mariana Jaworskiego, metropolity archidiecezji lwowskiej, bpa Bolesława Taborskiego z Przemyśla, bpa Kurta Krenna z Austrii, wiceprowincjała oo. redemptorystów oraz wielu innych dostojnych gości i licznie zgromadzonej rzeszy wiernych.
26 czerwca 2001 we Lwowie Jan Paweł II pobłogosławił korony mościskiego obrazu MBNP, a 8 września tegoż roku odbyła się koronacja obrazu, której dokonał ks. kardynał Marian Jaworski. 27 czerwca 2002 świątynia klasztorna została wyniesiona do godności sanktuarium przez metropolitę lwowskiego ks. kardynała Mariana Jaworskiego.
W mieście znajduje się zbudowany z inicjatywy ukraińskich władz samorządowych pomnik Stepana Bandery.

## Polacy w Mościskach
Mościska są jednym z większych skupisk Polaków w obwodzie lwowskim. W 2007 r. rejonie mościskim zamieszkiwało ok. 5–6 tys. Polaków. W samych Mościskach jest niespełna 9 tys. mieszkańców, z czego Polacy stanowią 3200, czyli ok. 36%. Mościska są siedzibą dekanatu i władz rejonowych.
Centrum miasta pod względem przestrzennym zachowało swój historyczny kształt. Miasto w 2004 r. obchodziło jubileusze, a mianowicie: 760 lat od pierwszej wzmianki o miejscowości Mostycze (Mościska), w latopisie halicko-wołyńskim, 600-lecie nadania prawa magdeburskiego, 600-lecie parafii i 400-lecie kościoła parafialnego, 400-lecie cerkwi Jura oraz 200-lecie cerkwi Pokrowy (Opieki Matki Boskiej).
W Mościskach działa oddział Towarzystwa Kultury Polskiej Ziemi Lwowskiej. Fundacja Pomoc Polakom na Wschodzie ufundowała z okazji dziesięciolecia tamtejszego oddziału TKPZL sztandar. Przy Towarzystwie działają zespoły: męski chór kameralny i dziecięcy chór „Więcej Słońca”. Przy kościele działają zrzeszenia młodzieżowe – grupa „Emanuel” (35 osób), oaza młodzieżowa (20 osób), schola (20 osób), grupa ministrantów licząca ok. 70 osób, dziecięco-młodzieżowa „Róża różańcowa” (20 osób), „Grupa powołaniowa” (około 115 osób, starsi i młodzież) oraz drużyna harcerska. Przy kościele działają także inne kółka i zrzeszenia, np. „Grupa Intronizacji Chrystusa Króla”, „Rodzina Franciszkańska”, „Rodzina Rodzin”. W Mościskach jest też zgromadzenie sióstr honoratek, które prowadzą katechezę, a także ochronkę dla przedszkolaków. W sąsiedniej wsi Krysowice działa Zgromadzenie Sióstr Służebniczek NMP prowadzących ochronkę dla 32 dzieci.
W 2002 r. w Mościskach otwarto szkołę średnią z polskim językiem nauczania, do której uczęszcza 250 uczniów. Nieopodal we wsi Strzelczyska 1 września 2003 r. otwarto piątą na Ukrainie, a drugą w rejonie mościskim 9-letnią szkołę podstawową z polskim językiem nauczania, w której uczy się 135 uczniów. W obydwu szkołach są klasy komputerowe i biblioteka.
W grudniu 2021 roku, po długich staraniach, otwarto Dom Polski.

## Zabytki
W XIV wieku ufundowano pierwszy drewniany kościół, wkrótce spalony przez Tatarów i Wołochów w 1498 r. Następna świątynia murowana pw. św. Jana Chrzciciela, wzniesiona z inicjatywy proboszcza Bartłomieja z Rohatyna, została konsekrowana 8 stycznia 1604 przez biskupa przemyskiego Macieja Pstrokońskiego.
Starosta mościski Jan Szczęsny Herburt w 1604 r. nadał przywilej na budowę cerkwi greckokatolickiej św. Jura w Mościskach, która powstała w 1604 r. i stoi do dziś w północno-wschodniej części miasta. W mieście znajdował się też kościół pw. Maryi Panny, który został zamknięty w 1788 r. przez cesarza Józefa II, a w 1804 r. został nabyty przez Rusinów (Ukraińców) za 300 złotych i zamieniony na greckokatolicką cerkiew Pokrowy Przenajświętszej Bogurodzicy.
Na Zakościelu, będącym dawniej odrębną miejscowością, a dziś południową dzielnicą Mościsk, stoi modrzewiowy kościół niegdyś parafialny pw. Michała Archanioła. Pierwsza wzmianka o nim pochodząca z 1397 r. podaje, że był już wtedy „od dawna”. Do parafii mościskiej wcielono go na przełomie XVI i XVII w. W 1648 r. Kozacy spalili kościół wraz z wiernymi, którzy szukali w nim schronienia; został odbudowany i stoi do dziś.
W Mościskach jest też klasztor i kościół dawniej oo. dominikanów ufundowany przez Mikołaja Tarnowskiego kasztelana halickiego, za czasów Władysława Warneńczyka. Za panowania Józefa II w 1788 r. świątynia została zamknięta i zamieniona na magazyn, a w 1858 r. miasto nabyło ją od rządu za protekcją Agenona hr. Gołuchowskiego. Świątynia została odrestaurowana i przekazana w 1883 r. oo. redemptorystom, którzy w tym samym czasie założyli w Mościskach dom zakonny. Tegoż roku z błogosławieństwem papieża Leona XIII został przewieziony do tego kościoła przez o. Bernarda Łubieńskiego obraz Matki Bożej Nieustającej Pomocy. W święto Narodzenia Maryi Panny 8 września odbyła się uroczysta instalacja obrazu. Tam też była siedziba nowicjatu zakonnego, a przez pewien czas także studentatu.
W sąsiedztwie miasta znajdował się otoczony wałami zamek, w którym rezydowali starostowie mościscy. Miasto miało też ratusz, rynek mury i wały obronne, w których znajdowały się bramy: Przemyska, Lwowska i Tkacka oraz Baszta Samborska. Szczątki tych zabudowań można zauważyć w północno-wschodniej części miasta. Fortyfikacja ta miała na wyposażeniu 40 dział wałowych i kilkadziesiąt śmigownic żelaznych, z których ostatnie zostały zabrane do arsenału lwowskiego w 1849 r.

## Gospodarka
W mieście rozwinął się przemysł elektrotechniczny, spożywczy oraz materiałów budowlanych.

## Transport
Przez miasto prowadzi droga M11, która po stronie polskiej łączy się w Medyce z drogą krajową nr 28. W mieście jest polsko-ukraińskie kolejowe przejście graniczne.

## Sport
W czasach II RP w mieście działały kluby piłkarskie Czuwaj Mościska i Skała Mościska.

## Odniesienia
Miasto wzmiankowane w piosence ukraińskiego zespołu rockowego Braty Hadiukiny.

## Związani z Mościskami
- Józef Kisielewski (ur. 26 lutego 1905 w Mościskach, zm. 20 lipca 1966 w Bandon w Irlandii) – polski pisarz, dziennikarz, członek Stronnictwa Narodowego.
- Jan Legowicz (ur. 9 sierpnia 1909 w Mościskach, zm. 27 października 1992 w Warszawie) – polski filozof i historyk filozofii, profesor
- Mikołaj z Mościsk OP (ur. 5 sierpnia 1559 w Mościskach, zm. 6 czerwca 1632 w Krakowie) – polski teolog, mistyk
- Jan Szczepanik (ur. 13 czerwca 1872 w Rudnikach k. Mościsk, zm. 18 kwietnia 1926 w Tarnowie) – polski nauczyciel, wynalazca zwany „polskim Edisonem”, „austriackim Edisonem”, „polskim da Vinci” i „galicyjskim geniuszem”.
- Józef Gawlik (ur. 11 listopada 1895 w Zakościelu k. Mościsk, zm. wiosną 1940 roku w Katyniu) – podpułkownik piechoty Wojska Polskiego, kawaler Orderu Virtuti Militari, ofiara zbrodni katyńskiej.